# Валеев, Ярулла Нусратуллович
Ярулла Нусратуллович Валеев (баш. Ярулла Носратулла улы Вәлиев; 1921—1981) — башкирский писатель и журналист. Член Союза писателей Башкирской АССР и СССР (1966). Заслуженный работник культуры Башкирской АССР (1981).

## Биография
Валеев Ярулла Нусратуллович родился 10 марта 1921 года в деревне Бикмурзино Уфимского уезда Уфимской губернии. После окончания семилетней школы учился в Уфе на педагогическом рабфаке имени Б. Нуриманова, а в 1940 году окончил педагогические курсы при Уфимском институте усовершенствования учителей.
С 1940 года преподавал в Старосубхангуловской средней школе Бурзянского района, затем работал инспектором районного отдела народного образования.
С 1941 года работал ответственным секретарём, а с 1942 года — ответственным редактором газеты «Еңеү юлында» (ныне «Тан»).
С 1944 года является заведующим отделом Бурзянского районного комитета ВКП(б).
В 1946 году окончил Областную годичную партийную школу при Башкирском областном комитете ВКП(б) и в том же году Башкирский педагогический институт имени К. А. Тимирязева (ныне Уфимский университет науки и технологий).
В 1946—1947 гг. работал ответственным редактором газеты «Большевик» (ныне «Юрюзань»), а с 1947 года — литературным сотрудником и исполняющим обязанностями заведующего отделом газеты «Кызыл Башкортостан». В 1949 году работал в газете «Кызыл тан».
В 1950—1954 гг. являлся сотрудником газеты «Совет Башкортостаны».
В 1957 году окончил Высшую партийную школу при ЦК КПСС в Москве.
В 1957—1960 гг. работал сотрудником газеты «Совет Башкортостаны».
С 1955 года являлся заведующим отделом газеты «Путь Ленина» (ныне «Туймазинский вестник»), а с 1956 года — сотрудником газеты «Нефтяник Башкирии».
В 1960—1965 гг. работал заведующим отделом журнала «Хэнэк», а в 1966—1975 гг. — заведующим отделом газеты «Совет Башкортостаны».

## Творческая деятельность
Первый сборник произведений Яруллы Валеева вышел в 1963 году под названием «Үҙ кеше» («Свой человек»). Главные персонажи повестей «Хәйерле иртә, Исмәғил!» (1967; «Доброе утро, Исмагил!»), «Көслө ҡошсоҡ һин, сыйырсыҡ» (1973; «Сильная ты птичка, скворец») и других являются школьниками, которые стоят перед сложном выбором жизненного пути. Рассказы и повести писателя отличаются увлекательностью сюжетов и драматичностью. В романе «Бөркөттәр оя ташламай» (1972; в русском переводе «Орлы не покидают гнёзд», 1975) Ярулла Валеев описывает отношение простых тружеников к социальным изменениям, которые происходят на селе.

## Память
- Улицы в д. Бикмурзино и с. Красная Горка носят его имя.